# Darién-gapet

Darién-gapet med de båda halvorna av Panamerikanska landsvägen utsatt.

Darién-gapet (spanska: Tapón del Darién; engelska: Darién Gap) är en djungeltäckt region på båda sidor om gränsen mellan Panama och Colombia. Den är belägen runt den östra änden av Panamanäset (även kallad Dariennäset), där denna övergår i Sydamerika. Följaktligen motsvarar Darién-gapet gränsområdet mellan Syd- och Centralamerika.

## Geografi
Darién-gapet är en svårtillgänglig region, täckt av regnskog, träskområden och berg. Den genomkorsas inte av någon större väg och är ett 106 km långt "gap" mellan de två halvorna av Panamerikanska landsvägen. Regionen delas administrativt mellan det colombianska Chocó-departementet och Panamas Darién-provins. På panamanska sidan av nationsgränsen finns Darién-nationalparken och omfattande bergsområden på upp till 1845 meters höjd (Cerro Tacarcuna, i Serranía del Darién).
Den colombianska delen av Darién-gapet domineras av Atratoflodens deltaområde, som täcker ett mer än 80 km brett träskområde. Bergskedjan Serranía del Baudó sträcker sig längs med Colombias stillahavskust och in i Panama.

## Panamerikanska landsvägen
Den panamerikanska landsvägen sträcker sig från södra Patagonien till västra Alaska, över bergskedjor, stora floder, genom öknar och stora skogar. Däremot har ännu ingen riktig väg anlagts genom Darién-gapet, vilket innebär ett hinder i kommunikationerna landvägen mellan Colombia och Panama (och mellan Syd- och Centralamerika). På den södra sidan slutar vägen vid hamnstaden Turbo i nordvästra Colombia, medan vägen på andra sidan gränsen slutar i Yaviza i Panama.
Vägbyggen genom detta svårgenomträngliga område är kostsamma, med risk för negativ påverkan på naturen (som delvis innefattar en nationalpark). Diskussioner om en sammanlänkning av landsvägens båda halvor pågick under 1950- och 1960-talet.